# Патерсон, Фиона
Фиона Патерсон (англ. Fiona Paterson; род. 9 февраля 1983, Данидин) — новозеландская гребчиха, выступавшая за сборную Новой Зеландии по академической гребле в 2000—2012 годах. Бронзовая призёрка чемпионата мира, победительница многих регат национального значения, участница летних Олимпийских игр в Лондоне.

## Биография
Фиона Патерсон родилась 9 февраля 1983 года в Данидине, Новая Зеландия. Детство провела в долине Айда, была вторым ребёнком у своих родителей из семи детей.
Заниматься академической греблей начала во время учёбы в Columba College, состояла в местной гребной команде, неоднократно принимала участие в различных студенческих соревнованиях. Позже проходила подготовку в гребном клубе Wairau Rowing Club.
Впервые заявила о себе в гребле на международной арене в сезоне 2000 года, выступив в восьмёрках на юниорском мировом первенстве в Загребе. Год спустя стартовала на аналогичных соревнованиях в Дуйсбурге, став в той же дисциплине шестой.
В 2003 году в распашных безрульных четвёрках заняла четвёртое место на молодёжной регате в Белграде. В следующем сезоне на молодёжной регате в Познани одержала победу в четвёрках парных.
В январе 2006 года ей диагностировали агрессивную форму рака шейки матки — Патерсон перенесла операцию, прошла курс химиотерапии и радиационного облучения. Лечение оказалось эффективным, и уже в 2007 году она вошла в основной состав новозеландской национальной сборной, в восьмёрках стартовала на двух этапах Кубка мира и на чемпионате мира в Мюнхене, где показала итоговый девятый результат.
Их команда пыталась пройти отбор на летние Олимпийские игры 2008 года в Пекине, однако показанных результатов оказалось недостаточно для квалификации.
В 2010 году в парных четвёрках Патерсон финишировала шестой на этапах Кубка мира в Мюнхене и Люцерне, тогда как в парных двойках заняла седьмое место на домашнем мировом первенстве в Карапиро.
В 2011 году в парных двойках стала шестой на этапе Кубка мира в Люцерне и завоевала бронзовую медаль на чемпионате мира в Бледе, уступив в финальном заезде только экипажам из Великобритании и Австралии.
В 2012 году в парных двойках была пятой на этапах Кубка мира в Люцерне и Мюнхене. Благодаря череде удачных выступлений удостоилась права защищать честь страны на Олимпийских играх в Лондоне. В программе двоек парных вместе с Анной Реймер сумела выйти в главный финал А и показала в решающем заезде пятый результат.
После лондонской Олимпиады Фиона Патерсон завершила спортивную карьеру и переехала на постоянное жительство в Крайстчерч, где работала тренером по гребле и учителем физического воспитания в старшей школе Rangi Ruru Girls' School.
В 2015 году перед следующими Олимпийскими играми возобновила карьеру гребчихи и вместе с Ребеккой Скоун выступила в распашных безрульных двойках на чемпионате Новой Зеландии. Тем не менее, их экипаж потерпел поражение от команды Эммы Дайк и Грейс Прендергаст.